# Stödterbachtal und Nebenbäche
Das Naturschutzgebiet Stödterbachtal und Nebenbäche liegt auf dem Gebiet der Stadt Hückeswagen im Oberbergischen Kreis in Nordrhein-Westfalen.
Das etwa 35,4 ha große Gebiet, das im Jahr 2006 unter Naturschutz gestellt wurde, erstreckt sich südwestlich des Hückeswagener Ortsteil Scheideweg bis fast zur Knochenmühle auf Wermelskirchener Gebiet im Rheinisch-Bergischen Kreis. Östlich des Gebietes verläuft die Landesstraße L 68, nördlich die L 101. Das Gebiet umfasst die Bachtäler des Strucksfelder und des Dörpfelder Baches, sowie das Bachtal des Stödter Baches (in der Bezeichnung des Wupperverbandes: Kleine Dhünn) und das Bachtal des Straßweger Baches mit den beiden Nebenbächen Kotthausener Delle und Bockhackener Bach.

## Beschreibung
Der Fachinformationsdienst des Landesamtes für Natur, Umwelt und Verbraucherschutz in NRW beschreibt das Gebiet – hier auszugsweise wiedergegeben – wie folgt:

„Das Wiesental des kleinen Dhünn-Baches setzt sich fort im Stödter Bachtalsystem. Die verschiedenen Quellbäche beginnen zumeist wenig naturnah in grabenartig ausgebauten Gerinnen oder aus Teich- und Brunnenüberläufen. Die grabenartig ausgebauten Quellbäche durchfließen von Weidegrünland und Grünlandbrachen geprägte Talungen. Örtlich kommen Fichtenforste und laubholzdominierte Kleingehölze vor. Randlich eines Eichen-Buchengehölzes am östlichen Talhang des von Kurzfeld kommenden Siefens wächst die Elsbeere. Der nordwestlich Dörpfelderhöhe beginnende Siefen ist durch die Anlage mehrerer Fischteiche gestört. Nach dem Zusammenfluss der Quellbäche nördlich des Kottbergs wird das 10-25 m breite Tal auf etwa 700 m Länge von ausgedehnten, teils feuchten Grünlandbrachen geprägt.[…]
Der Stödter Bach durchfliesst das Tal in grösseren Schlingen. Er wird nur selten von Ufergehölzen (Erlen, Schmalblattweiden) gesäumt. Infolge seiner starken Eintiefung haben sich Steilufer ausgebildet. Im untersten Abschnitt wird das Stödter Tal von Fett- und Nassweiden eingenommen. Hier mündet der in Abschnitten von einem naturnahen Bach durchflossene Kotthausener Siefen ein. Das Stödter Tal liegt zwischen stark geneigten, um 50 m hohen, fast durchgehend bewaldeten Hängen. Alte, unterwuchsarme Buchen-Hallenwälder wechseln mit kraut-, z. T. auch strauchreichen Eichenwäldern ab. Örtlich kommen auch mittelalte bis alte Buchen-Eichenbestände vor.[…]“

Hinsichtlich der östlich der Knochenmühle gelegenen Bachtäler des Straßwegener und Bockhackener Baches merkt das Landesamt an: 

„Die Bachtäler werden überwiegend weidewirtschaftlich, selten als Wiese genutzt. Kleinflächig finden sich in Bachnähe Feuchtgrünland oder Hochstaudenfluren. […] 
 Der von Kotthausen kommende Hauptbach besitzt einen weitgehend naturnahen Verlauf. Nur selten findet sich etwas Ufergehölz. Unterhalb von Straßburg mündet ein kurzer, beweideter Quellsiefen ein. Der von Bockhacken kommende Bachlauf ist begradigt. Er fließt im unteren Abschnitt durch ein kleines Birken-Salweidengehölz. Im Unterwuchs dominieren Brennnessel und Brombeere, in Bachnähe auch Mädesüß. Südlich dieses Gehölzes wurde der Bach zu einem Fischteich aufgestaut. Ein weiterer Fischteich befindet sich bei Kotthausen. Der westexponierte Talhang des Bockhackener Tales wird z. T. von einer Magerweide (Pferde) eingenommen.“

Im Naturschutzgebiet finden sich u. a. folgende bedeutsame, seltene oder besonders schützenswerte Pflanzenarten: Winter-Schachtelhalm (Equisetum hyemale), Elsbeere (Sorbus torminalis), Kuckucks-Lichtnelke (Lychnis flos-cuculi), Sumpf-Dotterblume (Caltha palustris), Sumpf-Schafgarbe (Achillea ptarmica) und Schlangen-Knöterich (Bistorta officinalis).

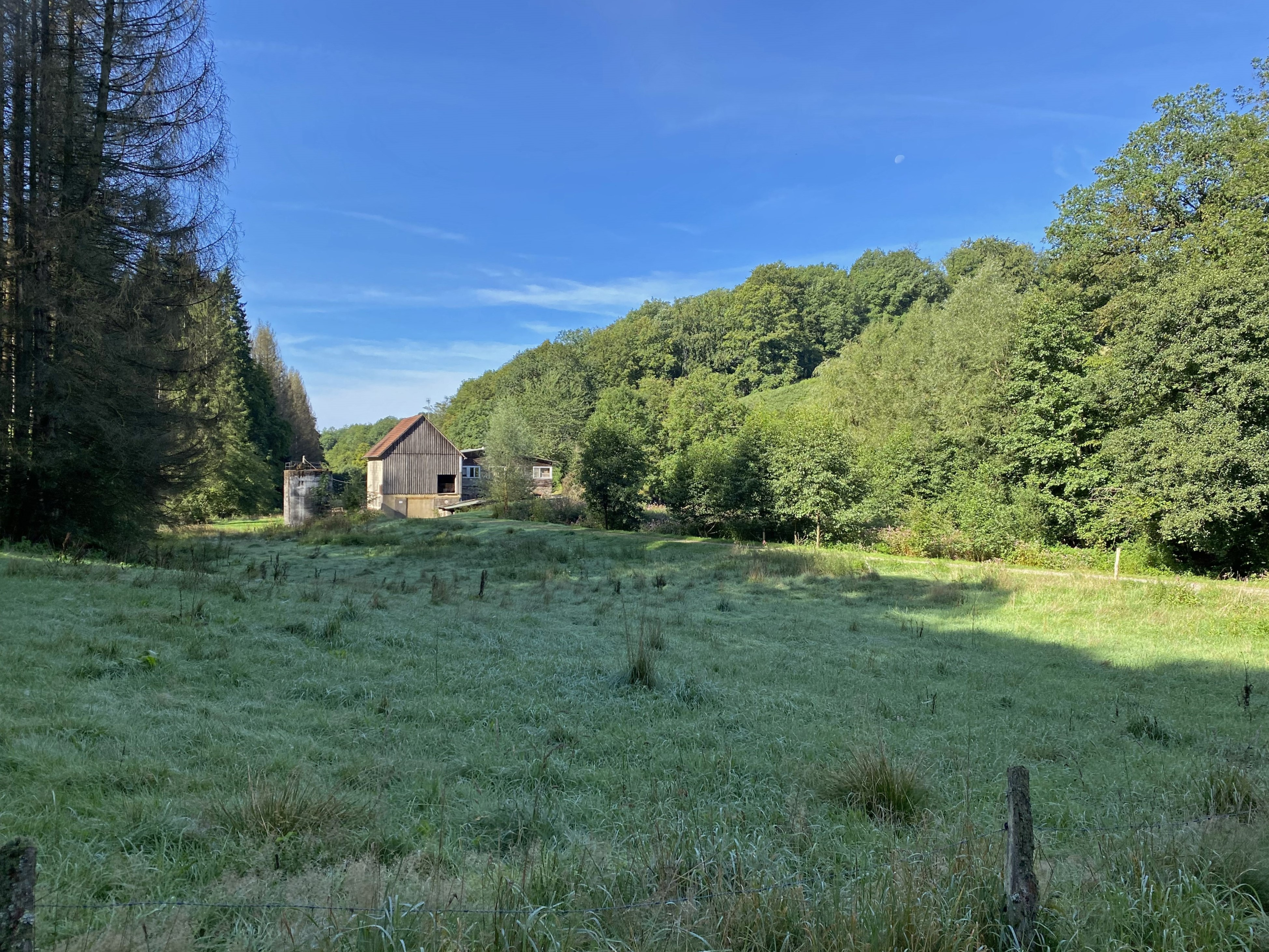
Knochenmühle – südwestl. Endpunkt des NSG
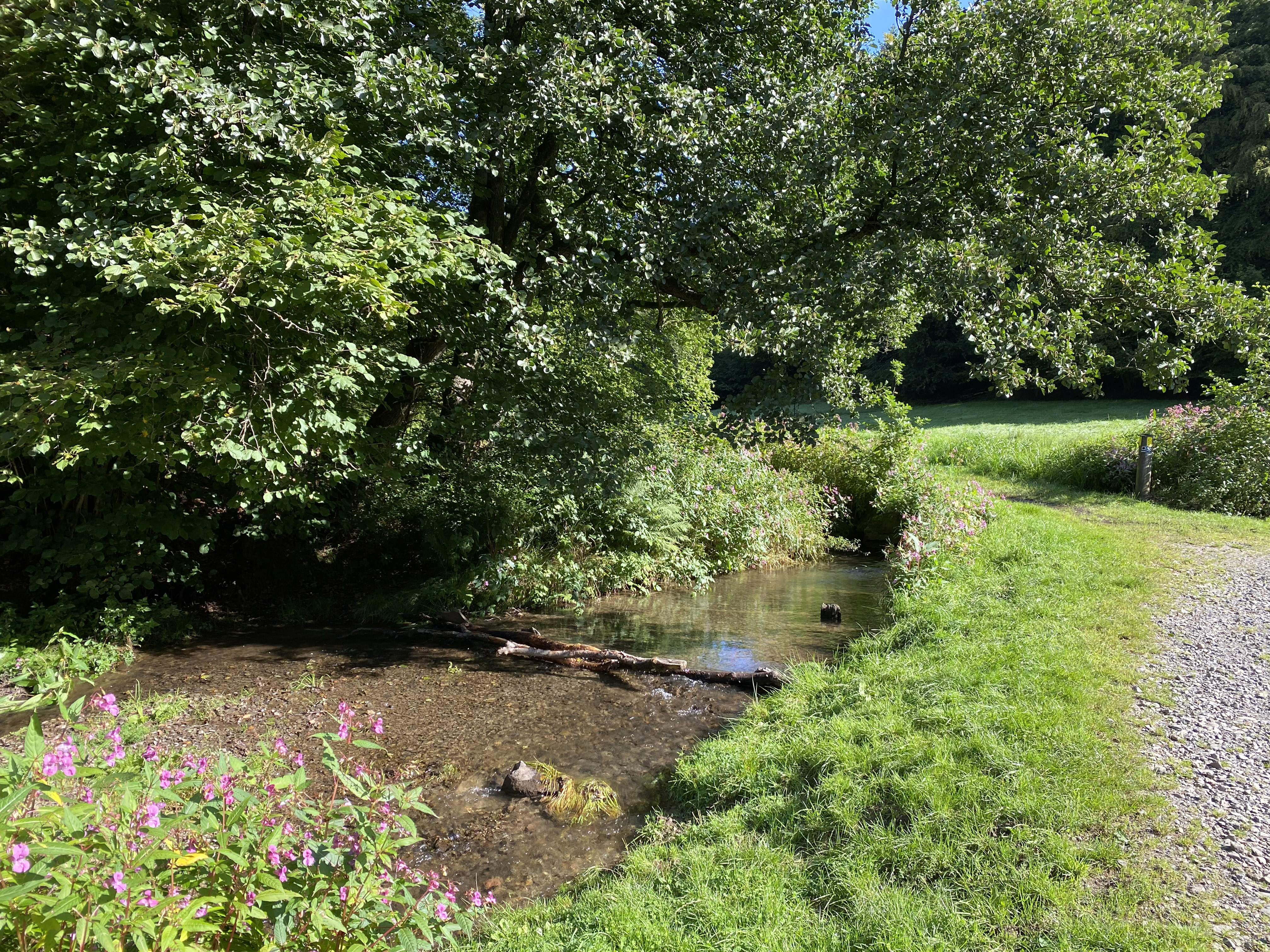
Kleine Dhünn nahe der Knochenmühle
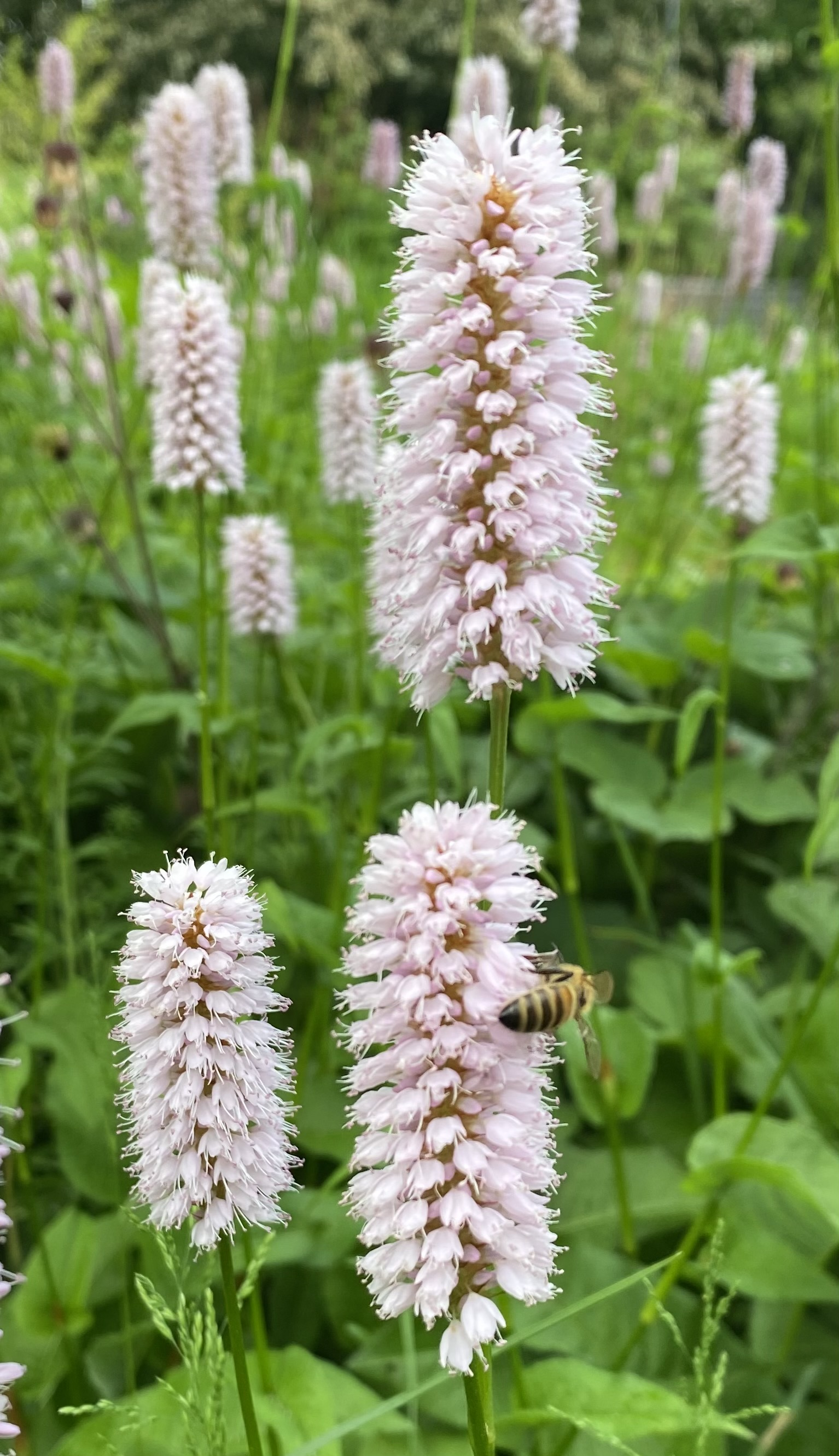
Schlangen-Knöterich
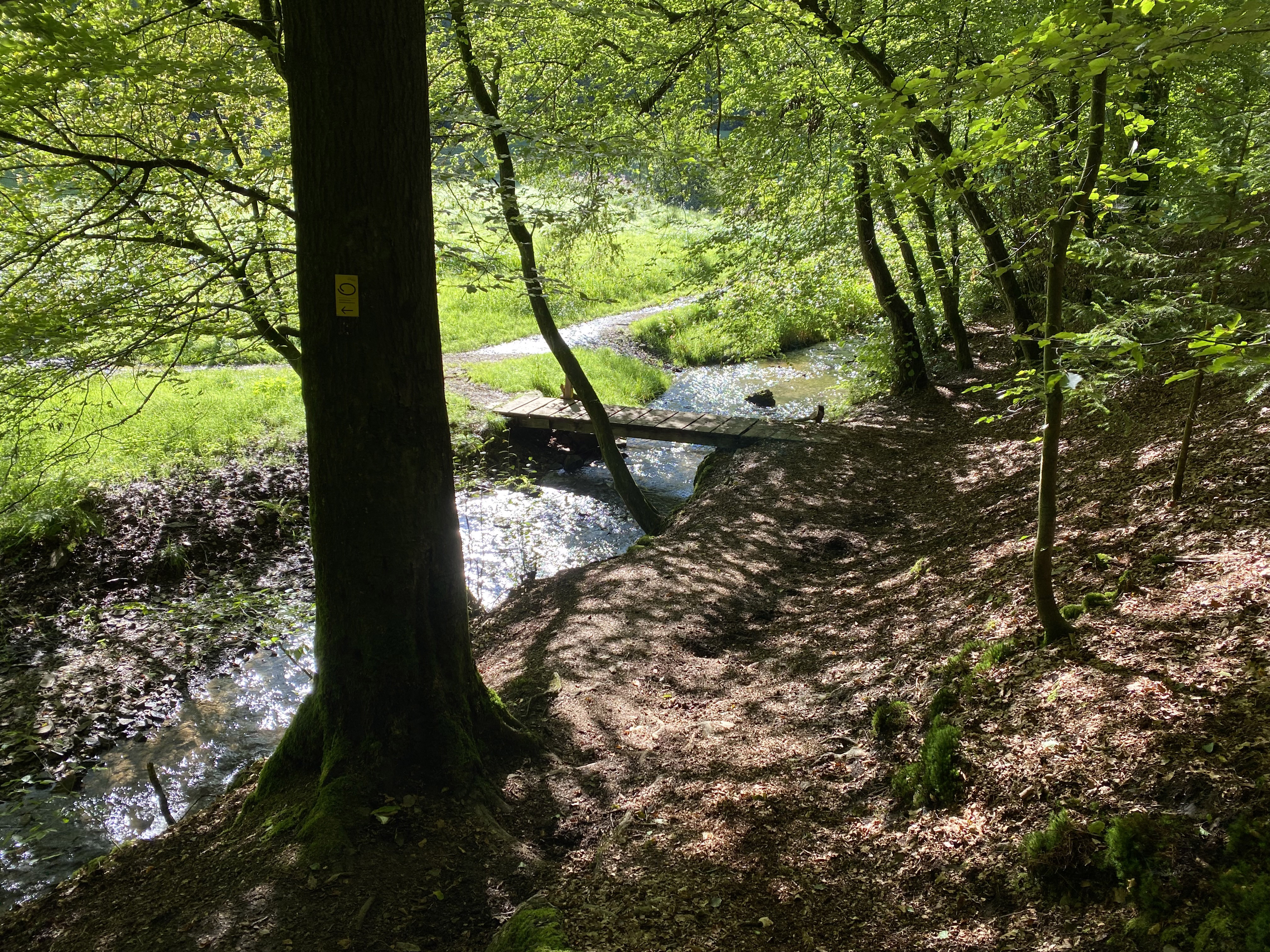
Wanderweg / Fußgängerbrücke über die Kleine Dhünn
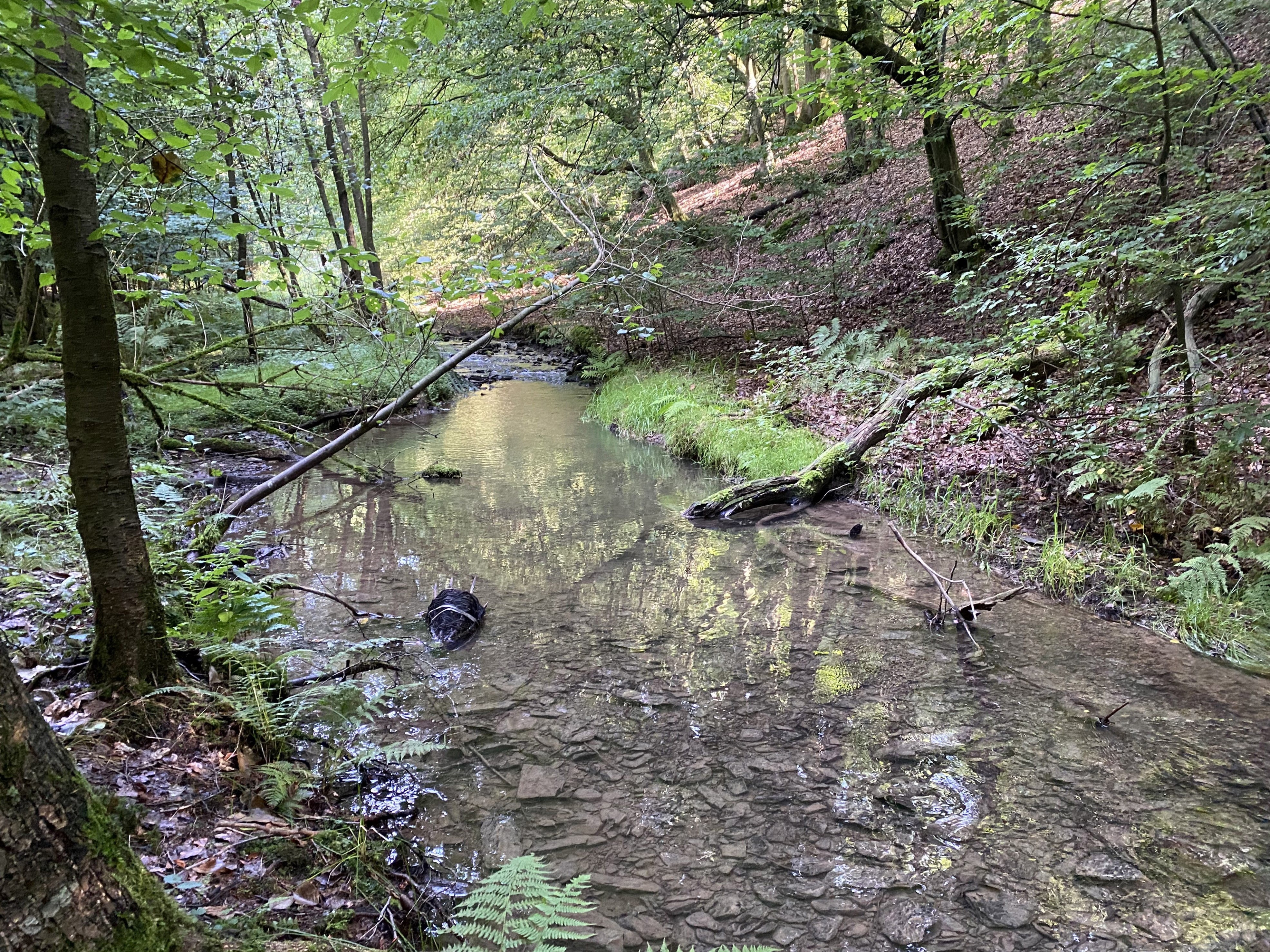
Kleine Dhünn
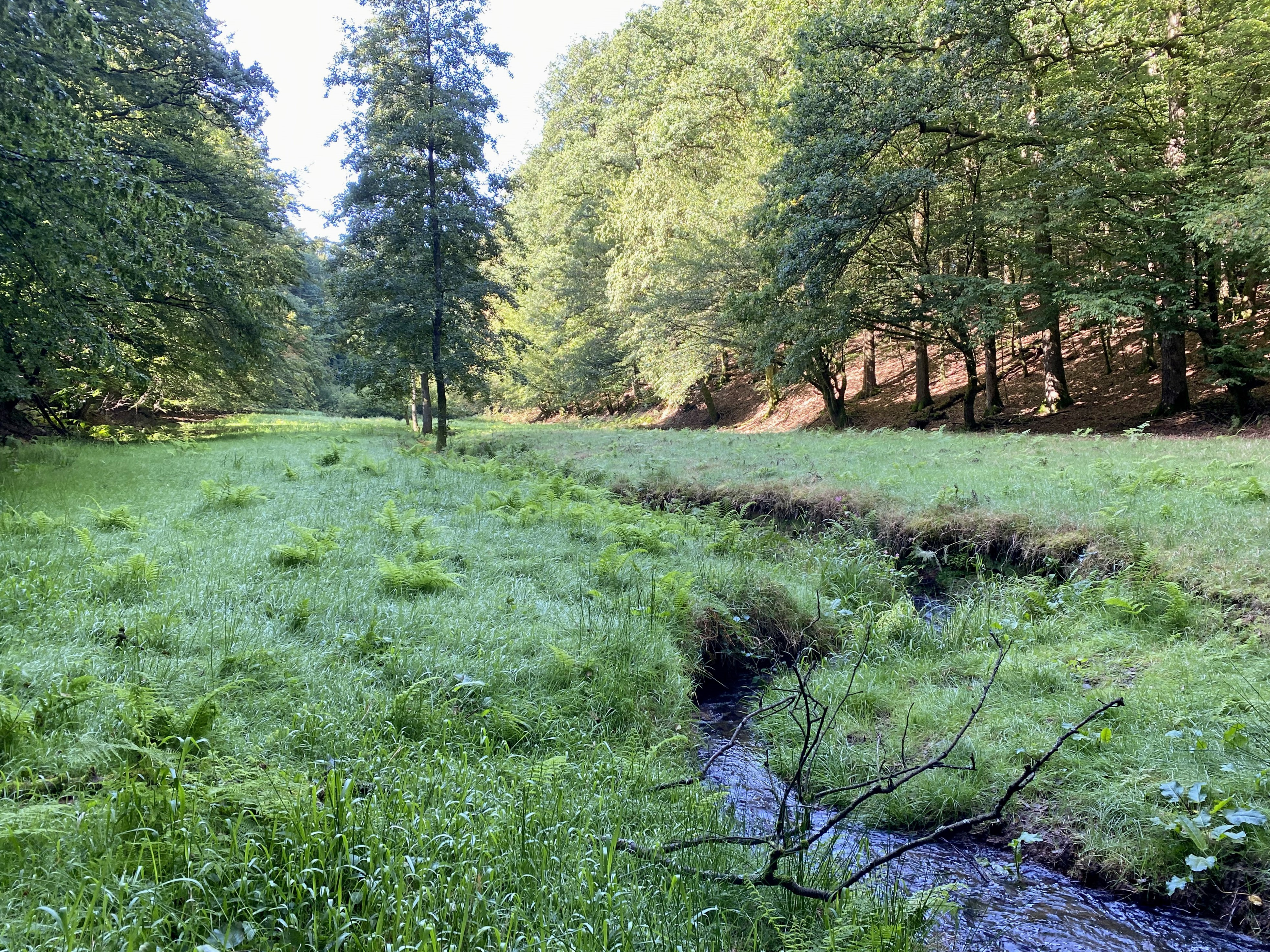
Oberlauf Kleine Dhünn
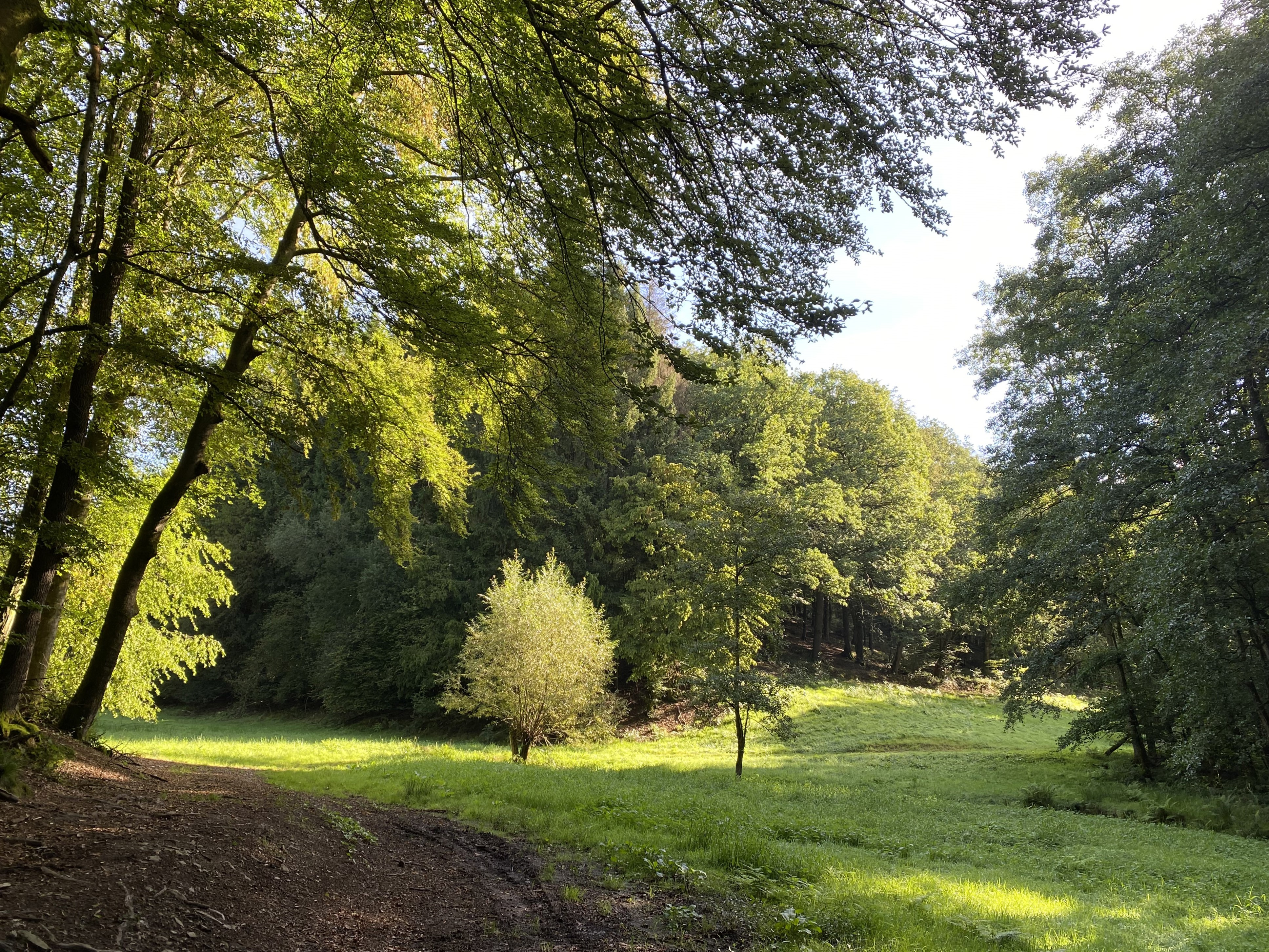
Dörpfelder Bach mündet in Strucksfelder Bach
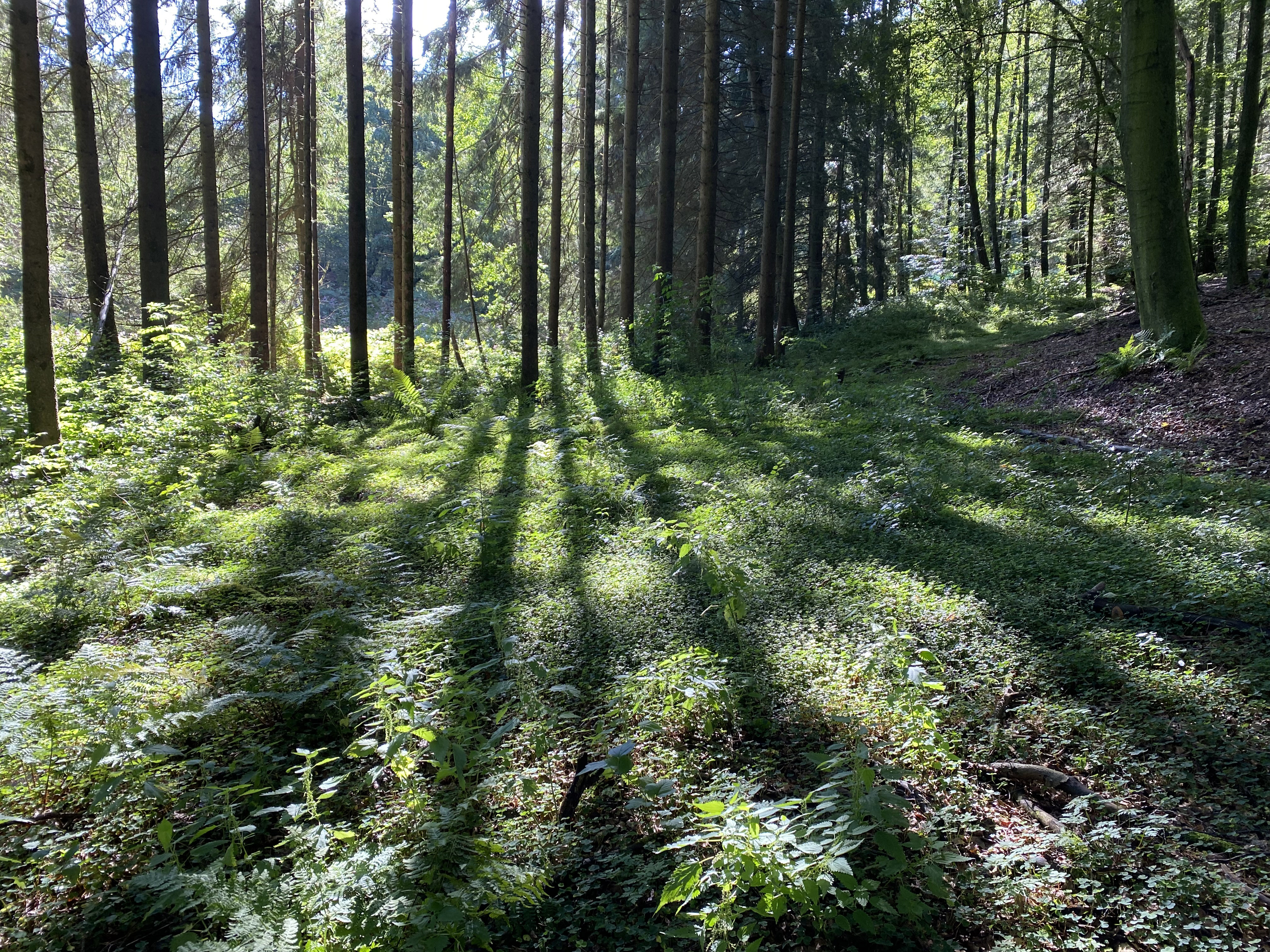
Sauerklee bedeckt den Nadelwaldboden im Straßweger Bachtal
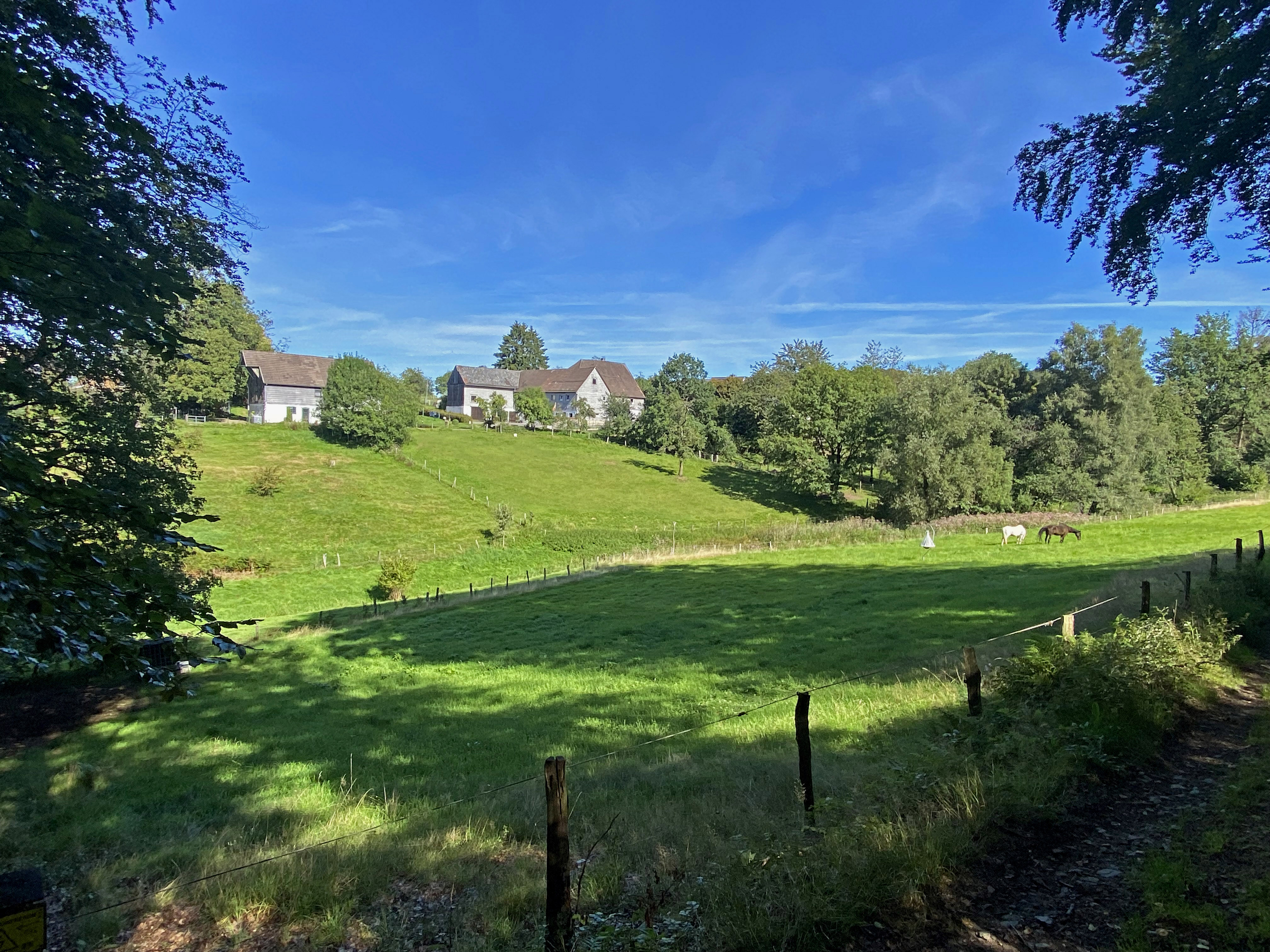
Straßweger Bachtal südl. Kotthausen
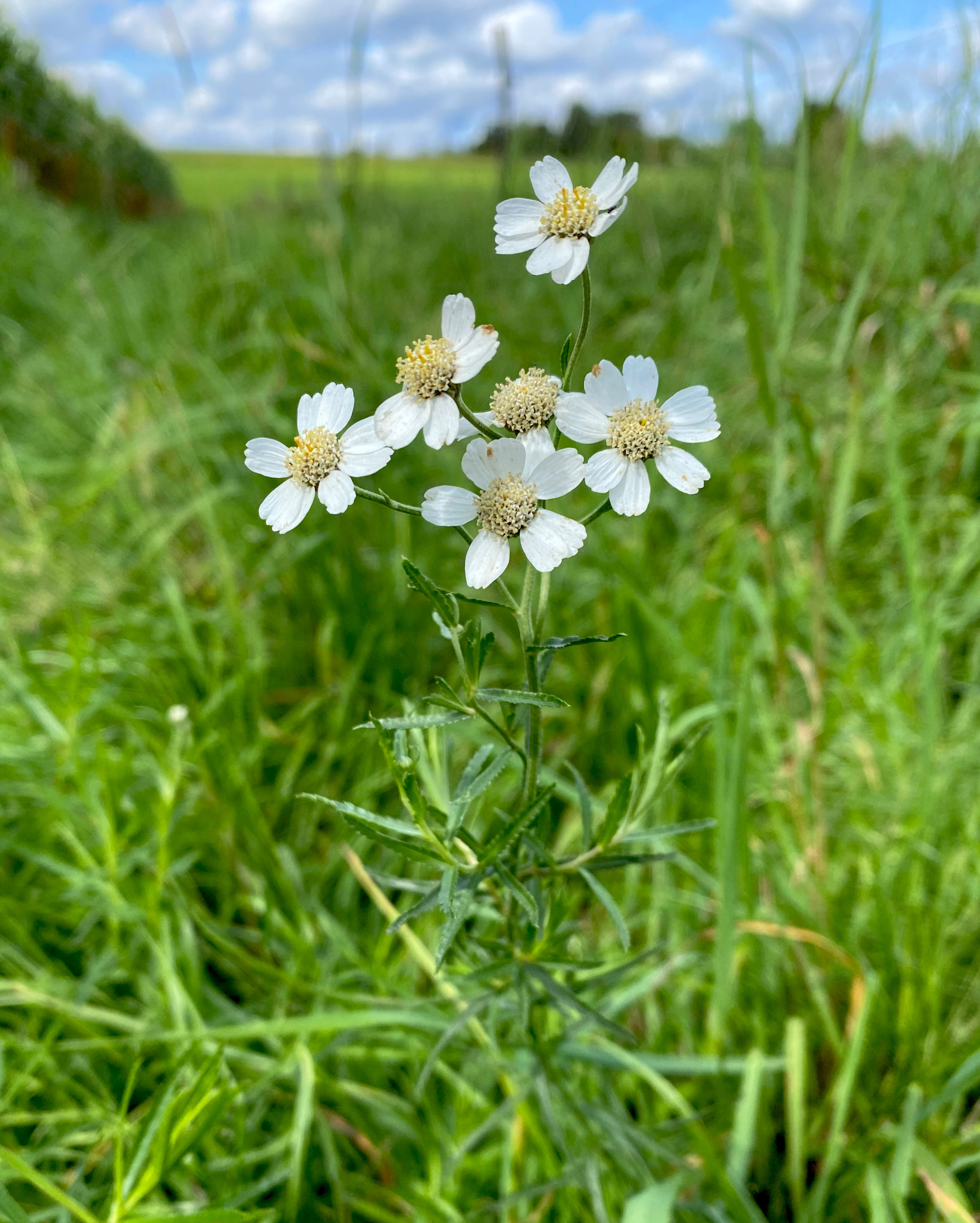
Sumpf-Schafgarbe
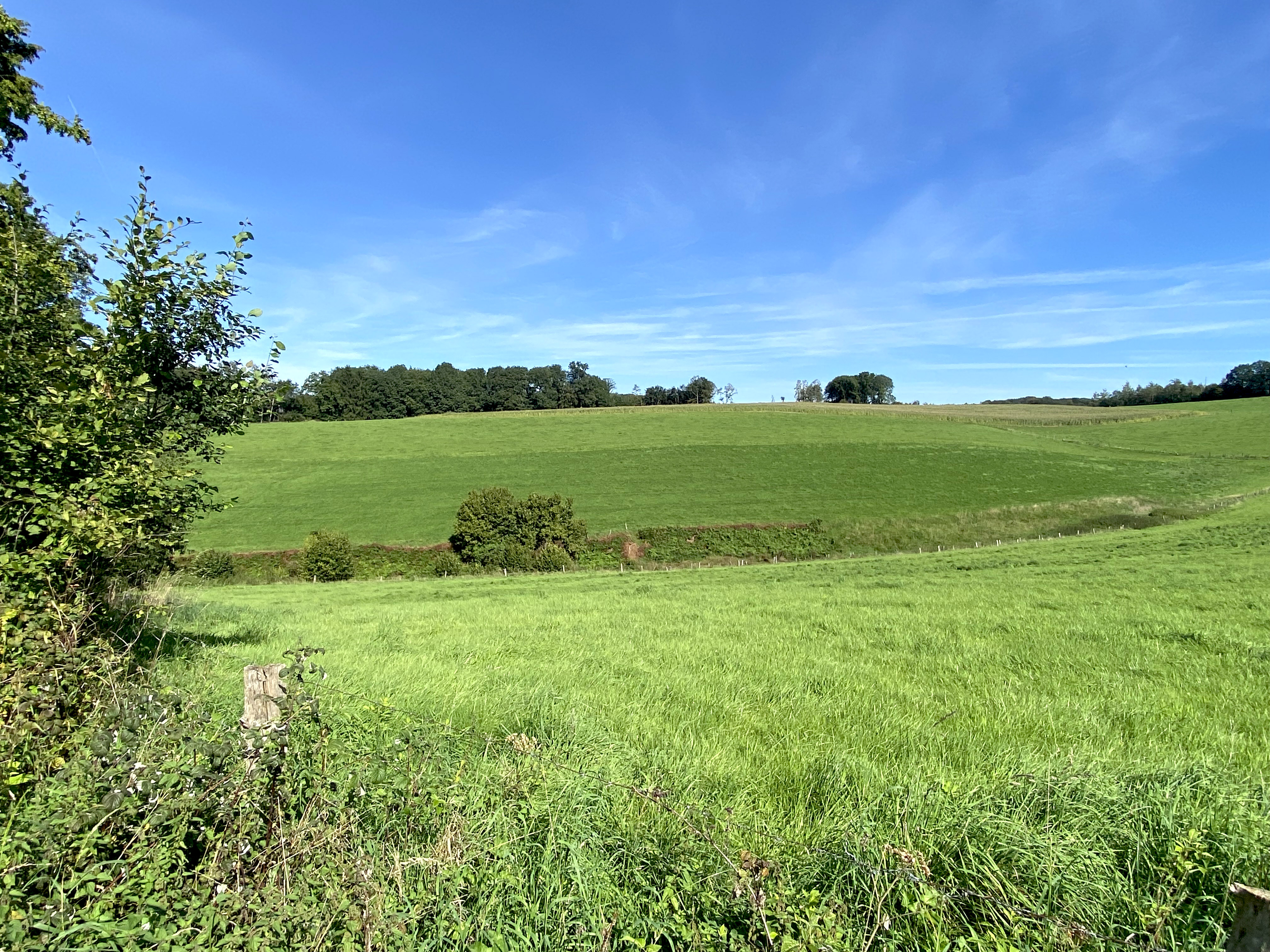
Quellgebiet Kotthausener Delle
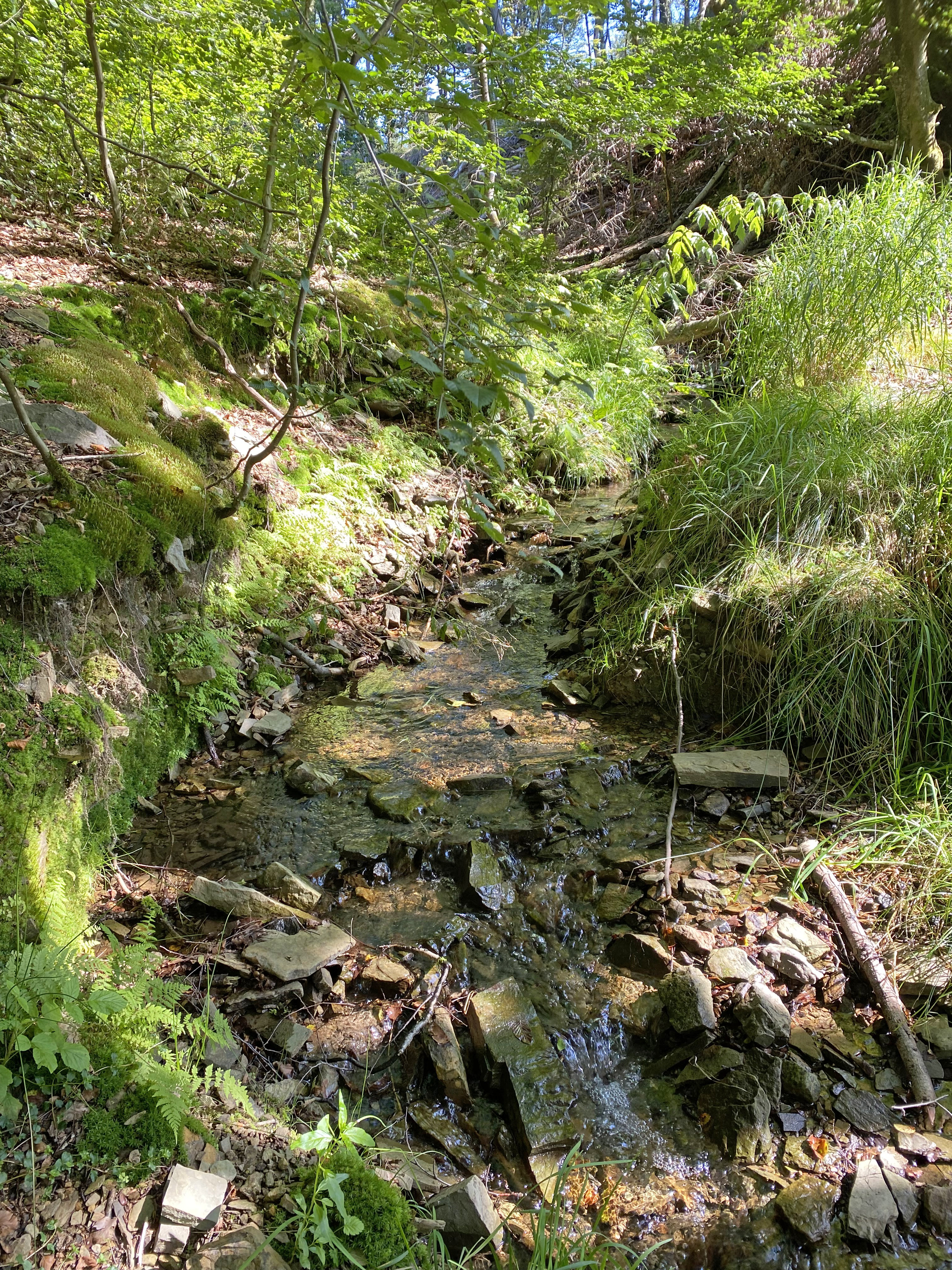
Kotthausener Delle